# Legio VI Gemella
La legio VI Gemella era un'unità militare romana di epoca tardo repubblicana, la cui origine è dubbia. Sembra sia stata reclutata nella Gallia Cisalpina.

## Storia
Carcopino ritiene che corrisponda a quella legio VI, utilizzata da Gaio Giulio Cesare nel corso della conquista della Gallia degli anni 53 a.C.-50 a.C., la cui numerazione originaria era invece, legio I, in quanto legione consolare, "prestata" da Gneo Pompeo Magno al suocero e triumviro, Cesare, nel 53 a.C. In questo caso combatté nella difficile e determinante battaglia di Alesia che portò alla sottomissione definitiva delle genti galliche. Di questa legione abbiamo la sua prima menzione nel corso dell'inverno del 52-51 a.C. quando i suoi hiberna furono posti nei pressi di Matisco sotto il comando del legato, Quinto Tullio Cicerone. Fu trasferita, quindi, a Cenabum tra i Carnuti e poi a Noviodunum tra i Bellovaci.  L'inverno successivo lo trascorse tra i Belgi sotto il comando di Gaio Trebonio.
Una seconda teoria la vedrebbe invece assegnata a Cesare nel 58 a.C., quando divenne proconsole d'Illirico. La legione potrebbe, quindi, essere rimasta "a guardia" dei passi alpini (ad Aquileia?), almeno fino alla campagna del 52 a.C. quando fu trasferita in Gallia.
Con l'inizio della guerra civile, la legione partecipò all'assedio di Marsiglia (nel 49 a.C.). L'anno successivo fu trasferita in Macedonia ed entrò in azione nella battaglia di Dyrrhachium (48 a.C.) dove perse una coorte, ma dimostrò grande tenacia e combattività: il famoso centurione Marco Cassio Sceva si meritò per il suo coraggio il plauso e il ringraziamento di Cesare.
La legione partecipò anche alla decisiva battaglia di Farsalo, nella quale Cesare sconfisse Pompeo. Prese, quindi, parte alla campagna di Cesare in Oriente, prima nell'Egitto di Cleopatra VII (nel 48 a.C., insieme alla legio XXVII) e poi contro Farnace II del Ponto, che sconfisse nella battaglia di Zela (47 a.C.), tornando infine a Roma a presidio della capitale. Nel 46 a.C. la legione fu sciolta con tutti gli onori ed i suoi veterani furono inviati ad Arelate (Colonia Iulia Paterna Arelatensium Sextanorum), ma poco dopo ricostituita, tanto da partecipare con lo stesso dittatore alla campagna spagnola, culminata con la battaglia di Munda (45 a.C.). Da questo momento in poi non si hanno più notizie certe.
Sembra che la legione in un primo momento fosse stata nuovamente sciolta e che i veterani fossero stanziati ad Arelate; dopo l'assassinio di Cesare nel 44 a.C., Marco Emilio Lepido, governatore della Gallia Narbonese ricostituì con i veterani presenti la VI legione che quindi entrò a far parte delle forze congiunte di Lepido e Marco Antonio contro il cesaricida Decimo Bruto. Dopo la fuga e la morte di quest'ultimo e l'accordo tra Lepido, Antonio e Cesare Ottaviano con il cosiddetto secondo triumvirato, la VI legione verosimilmente venne trasferita in Grecia e partecipò e alla vittoriosa battaglia di Filippi (42 a.C.).
Dopo la vittoria, secondo Anthony Richard Birley fu divisa tra Ottaviano e Marco Antonio. Al primo toccò la VI Victrix al secondo la "gemella" VI Ferrata. Dieci anni più tardi potrebbe aver, pertanto, partecipò alla battaglia di Azio nel 31 a.C., su entrambi i fronti.